# Centrum Innowacji, Transferu Technologii i Rozwoju Uniwersytetu Jagiellońskiego
Centrum Transferu Technologii CITTRU powstało w 2003 roku. Jest jednostką Uniwersytetu Jagiellońskiego odpowiadającą za kompleksową współpracę nauki z otoczeniem gospodarczym. Do zadań CITTRU należy:
- identyfikacja innowacyjnych rozwiązań powstających na UJ,
- kompleksowa ochrona prawna wyników badań,
- analiza potencjału rynkowego wyników badań,
- dobór optymalnego sposobu komercjalizacji osiągnięć naukowych, poprzez udzielanie licencji, sprzedaż lub tworzenie spółek spin-off, we współpracy z twórcami i zainteresowanymi przedsiębiorcami,
- opracowanie oferty technologicznej UJ obejmującej innowacyjne rozwiązania dla przemysłu oraz oferty usług badawczych UJ realizowanych na zamówienie zewnętrznych instytucji
- promowanie oferty technologicznej podczas targów, konferencji biznesowych oraz bezpośrednich spotkań z potencjalnymi odbiorcami technologii,
- identyfikacja potencjalnych partnerów biznesowych zainteresowanych współpracą przy komercjalizacji lub też zakupem technologii opracowanych przez naukowców UJ i budowanie sieci kontaktów z przemysłem
- negocjowanie, przygotowanie i nadzór nad wykonaniem umów związanych z komercjalizacją,
- koordynacja realizacji usług badawczych na UJ, w tym tworzenie oferty usług badawczych i jej promocja wśród potencjalnych odbiorców oraz negocjowanie stosownych umów,
- współpraca z podmiotami zewnętrznymi, w tym partnerami zagranicznymi w zakresie innowacyjności oraz kreowania i realizacji działań proinnowacyjnych.

Działalność CITTRU to między innymi zacieśnienie współpracy pomiędzy nauką a biznesem, ochrona i zarządzanie własnością intelektualną, promocja osiągnięć naukowych UJ, edukacja wspierająca popularyzację wiedzy oraz przedsiębiorczość. Najważniejsze projekty CITTRU: tworzenie portfolio innowacji UJ - "ScienceMarket" i ich ochrona prawna (patenty).
CITTRU realizowało autorski program promocji nauki i popularyzacji wiedzy, realizowany pod hasłem „Odkryj Przestrzenie Nowej Nauki” (czasopismo NIMB, Szkoła Promocji Nauki).